# Diana Paliyska
Diana Paliyska (em búlgaro:  Диана Бонева Палийска, Plovdiv, Plovdiv, 20 de agosto de 1966) é uma ex-canoísta de velocidade búlgara na modalidade de canoagem.

## Carreira
Foi vencedora da medalha de Prata em K-2 500 m em Seul 1988 junto com a sua colega de equipa Vanya Gesheva.
Foi vencedora da medalha de Bronze em K-4 500 m em Seul 1988.